# Penthophlebia climena
Penthophlebia climena är en fjärilsart som beskrevs av Paul Dognin 1917. Penthophlebia climena ingår i släktet Penthophlebia och familjen mätare. Inga underarter finns listade i Catalogue of Life.